# Semana Internacional de la Ciencia y la Paz
La Semana Internacional de la Ciencia y la Paz se celebra anualmente durante la semana del 11 de noviembre desde 1986. Fue proclamada por la Asamblea General de las Naciones Unidas en 1988.

## Proclamación
La Semana Internacional de la Ciencia y la Paz fue proclamada por la Asamblea General de las Naciones Unidas el 6 de diciembre de 1988, tras el éxito de su primera celebración en 1986, que se realizó como parte del Año Internacional de la Paz. Su objetivo es fomentar el estudio y la difusión del impacto positivo que el progreso científico y tecnológico puede tener en el mantenimiento de la paz y la seguridad internacionales. La ONU instó a los Estados miembros, organizaciones intergubernamentales y no gubernamentales, a promover la cooperación entre científicos y alentar a instituciones, asociaciones y personas a organizar actividades relacionadas con estos objetivos, para impulsar la cooperación y el intercambio de conocimientos en beneficio de la paz.

## Celebración
Se celebra anualmente durante la semana del 11 de noviembre, buscando comenzar justo después del Día Mundial de la Ciencia para la Paz y el Desarrollo, que tiene lugar el día 10. La primera Semana Internacional de la Ciencia y la Paz tuvo lugar en 1986, y logró un impacto que motivó su establecimiento oficial como celebración anual dos años después. Durante esta semana se realizan conferencias, foros y eventos académicos enfocados en el estudio de cómo la ciencia y sus aplicaciones pueden contribuir a la paz y a la seguridad internacional. Estas actividades, organizadas en diversos países, buscan sensibilizar al público sobre la importancia de la ciencia en la construcción de una paz duradera y estimular la cooperación global en proyectos científicos que promuevan la paz.
La Semana Internacional de la Ciencia y la Paz, celebrada cada noviembre, promueve el uso de la ciencia para resolver problemas globales y fomentar una cultura de paz. Establecida por la ONU, esta semana busca sensibilizar sobre cómo los avances científicos pueden contribuir a la sostenibilidad y cooperación internacional, abordando temas como la energía renovable y el desarme. A través de eventos educativos, esta celebración inspira a comunidades y gobiernos a aplicar la ciencia en beneficio de la paz mundial.